# Hugo Runewall

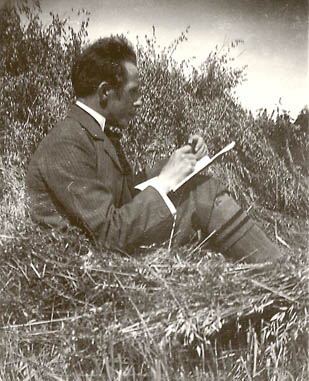
Hugo Runewall

Hugo Alexander Runewall, född 2 juni 1894 i Stockholm, död 15 augusti 1971 i Stockholm, var en svensk målare, tecknare, grafiker, skulptör och konsthantverkare.
Han var son till ingenjören Carl Evald Andersson och Amanda Sofia Lundqvist och gift med textilkonstnären Irma Margareta Kullander. Runewall var uppväxt och verksam i Stockholm till sin död. Han började i unga år studera på konstfack i Stockholm. Runewall studerade vid Wilhelmsons och  Grünewalds målarskolor i Stockholm. 1921 tilldelades han från Kungl. Maj:ts och kommerskollegium, reseunderstöd för att kunna studera grafik i Tyskland därefter följde ett antal studieresor till Frankrike och Italien. 
Separat ställde han ut i Eskilstuna 1949, Säter 1952 och i Stockholm samt medverkade i ett antal grupputställningar. Bland hans offentlig arbeten märks de guldfärgade bordslamporna En naken kvinna för restaurang Kungstornet i Stockholm. Hans bildkonst består av figurer, djurmotiv, bibliska kompositioner och landskap utförda i olja, akvarell samt porträtt i träsnitt eller litografi och under 1920-talet ett antal skämtteckningar till pressen. Som konsthantverkare utförde han mindre skulpturer i trä, gips och keramik samt väggarmaturer och nyttoföremål samt mycket i tenn där han efter egna skisser tillverkade ljusstakar, kandelabrar, skålar, skrin, bonjourer, spegelramar, broscher, amplar och figurer. I många år samarbetade Hugo med Svenskt Tenn AB, där han skapade och producerade åtskilliga vackra och ändamålsenliga prydnadssaker. Han var medlem i konstnärsgruppen Realisterna.   